# Haute-Loire
Haute-Loire ( fransk udtale ?) er et fransk departement i regionen Auvergne-Rhône-Alpes. Hovedbyen er Le Puy-en-Velay, og departementet har 209.113 indbyggere (1999).
Der er 3 arrondissementer, 19 kantoner og 257 kommuner i Haute-Loire.